# Matsuura
Matsuura (jap. 松浦市 Matsuura-shi) – miasto w Japonii, na wyspie Kiusiu, w prefekturze Nagasaki.
Miasto powstało 31 marca 1955 r.

## Miasta partnerskie
- Australia: Mackay